# Jim Doherty
Jim Doherty (* 1939) ist ein irischer Jazzmusiker (Piano, Komposition).

## Leben und Wirken
Doherty arbeitete seit den späten 1950er Jahren als professioneller Musiker, etwa bei Chris Lambs & the Universals. Zwischen 1960 und 1962 studierte er in London Komposition und Orchestrierung, um dann für das RTÉ-Fernsehen zu arbeiten und eigene Bands zu leiten. 1965 nahm er am National Song Contest 1965, der irischen Auswahl für den Eurovision Song Contest, teil; mit seinem Jim Doherty Trio interpretierte er "Love Me Truly", konnte sich aber nicht gegen Butch Moore durchsetzen. 1967 stellte er mit seinem Quartett seine Jazz-Suite Gael Blowin, die auf irischer traditioneller Musik basiert, bei den Berliner Jazztagen vor. Mit diesem Jim Doherty Quartet wurde er auch als irischer Teilnehmer zum Montreux Jazz Festival 1968 entsandt, wo er mit dem Kritikerpreis der Jazzpresse ausgezeichnet wurde. Daraufhin wurde er mit diesem Programm auch zum Jazz Festival Zürich eingeladen.
Doherty leitete in den 1970er Jahren eine 18-köpfige Bigband, in den 1980er Jahren eine zehnköpfige Crossover-Band Spon. Mit seinem Trio begleitete er viele durchreisende Jazzsolisten wie Zoot Sims, Bobby Shew oder Teddy Edwards. Mit dem Gitarristen Louis Stewart, mit dem er seit den 1960er Jahren zusammenarbeitete, nahm er 2013 das Duo-Album Tunes auf. 2017 gründete er ein Saxophon-Quintett namens Tenor Madness.
Doherty ist für viele der bekannteren RTÉ-Jingles der letzten Jahrzehnte verantwortlich und war viele Jahre lang musikalischer Leiter der Late Late Show der irischen Rundfunkanstalt. Er hat Musik für zahlreiche Theaterproduktionen geschrieben und komponierte 1975 zum Libretto von Fergus Linehan das erste Musical des Abbey Theatre, Innish. 1986 gab das Irish National Ballet bei ihm die Ballettmusik Spondance in Auftrag. Doherty nahm es in Los Angeles mit Louis Stewart und amerikanischen Jazzmusikern auf. Spondance wurde im selben Jahr auf dem Cork Jazz Festival und anschließend in Helsinki (1991), Kopenhagen und Oslo (1995) aufgeführt.
Doherty ist der Vater des Schauspielers und Dramatikers Mark Doherty und des Komikers David O’Doherty.

## Diskographische Hinweise
- Candy Devine with The Jim Doherty Sound: Candy Devine Sings (Spin Records 1970)
- Jim Doherty’s Spondance (Livia Records 1986, mit Bobby Shew, Bob Sheppard, Gordon Brisker, Randy Aldcroft, Lewis Stewart, Billy Mintz, Tom Warrington)
- Spike Robinson with the Jim Doherty Trio One Man in His Time (Cargo 1991)
- Louis Stewart & Jim Doherty Tunes (Beechpark 2013)